# Jacques Crépet
Jacques Crépet   (* 28. März 1874; † 11. März 1952) war ein französischer Journalist, Romanist und Literarhistoriker.

## Leben und Werk
Jacques Crépet war der Sohn von Eugène Crépet (1827–1892), der Charles Baudelaire persönlich gekannt, seinen Nachlass aufgekauft und 1887 (zusammen mit einer Biographie) publiziert hatte. So wuchs der Sohn in die Baudelaireforschung hinein und gab als Literaturjournalist in dreißigjähriger Bemühung Baudelaires gesammelte Werke heraus. Antoine Adam nennt in seiner Ausgabe der Fleurs du mal [Paris 1961, S. XXVIII] das Lebenswerk von Eugène und Jacques Crépet „admirable“.
Crépet war der Vater von Jean Ziegler.

## Werke
- (Hrsg.) Charles Baudelaire. Etude biographique d'Eugène Crépet, revue et mise à jour par Jacques Crépet ; suivie des "Baudelairiana" d'Asselineau, recueil d'anecdotes publié pour la première fois in extenso, et de nombreuses lettres adressées à Ch. Baudelaire, Paris 1908, 1919, 1928, 1949
- (Hrsg.) Charles Baudelaire, Œuvres posthumes, Paris 1908
- (Hrsg.) Honoré de Balzac, Pensées, sujets, fragments, Paris 1910
- (Hrsg.) Charles Baudelaire, Lettres inédites à sa mère, Paris 1918
- (Hrsg.) Charles Baudelaire, Œuvres complètes, 19 Bde., Paris 1922–1953 (Verlag L. Conard;  nach Crépets Tod abgeschlossen durch Claude Pichois)
- (Hrsg.) Charles Baudelaire, Journaux intimes, Paris 1938
- (Hrsg.) Charles Baudelaire, Mystères galants des théâtres de Paris, Paris 1938
- (Hrsg. mit Georges Blin) Charles Baudelaire, Les fleurs du mal, Paris 1942, 1950, 1968 (Verlag J. Corti) (Antoine Adam nennt diese Edition in seiner eigenen Ausgabe der Fleurs du mal [Paris 1961, S. XXIX] „admirable“)
- (Hrsg.) Les plus belles pages de Charles Baudelaire, poésie et prose. Choix de Jacques Crépet, Paris 1950
- Propos sur Baudelaire, hrsg. von Claude Pichois. Vorwort von Jean Pommier, Paris 1957